# Primitivo Gonzáles del Alba
Primitivo Gonzàlez del Alba (Burgos, 24 febbraio 1849 – Burgos, 7 settembre 1913) è stato un criminologo spagnolo.

## Biografia
Suo padre era un tenente di fanteria e il capitano della neonata Guardia Civil. Dopo aver compiuto gli studi scolastici a Valladolid Burgos, Primitivo si è laureato alla Università di Valladolid il 19 giugno 1869, al tempo della Rivoluzione del 1868, che aveva portato la regina Elisabetta II in esilio. Passato al giornalismo, quando aveva ancora 20 anni, Primitivo è stato uno degli editorialisti di Conciliation il giornale quotidiano pubblicato a Valladolid tra dal 1869 al 1870. Il suo scopo era quello di conciliare i liberali unionisti, progressisti e monarchici democratici, che avevano formato una difficile alleanza dopo la rivoluzione di settembre. I suoi scritti, sia di carattere politico che di altri articoli che ha contribuito a scrivere fino alla fine della sua vita, indicano una simpatia coerente con il punto di vista democratico, progressista e liberale.
Tornato a Burgos per continuare i suoi studi giuridici presso l'Associazione Bar, fu abilitato come avvocato nel dicembre 1872, ottenendo il punteggio più alto secondo il "Corpo forense dello Stato". Ciò comportò, nel gennaio del 1873, un incarico di governo delle Isole Baleari, come procuratore dello Stato a Palma di Maiorca, durante la breve vita della Prima Repubblica spagnola (1873-1874). Nel giugno 1874, dopo aver presentato domanda per entrare nella magistratura, ottenne il terzo punteggio più alto agli esami. Nel dicembre 1874 ha ricevuto la nomina a "Giudice di primo grado" nella piccola città di Castrojeriz (Burgos), dove rimase fino al 1881. 
In riconoscimento dei suoi servizi, mentre si trovava in Castrojeriz, resi nel difficile processo "Belbimbre" del luglio 1880, nei confronti di una banda criminale accusata di 62 reati - una serie di rapine nelle province di Burgos e Palencia e diversi omicidi, tra cui quello del parroco di Belbimbre - gli fu assegnata, con regio decreto del 18 ottobre 1880, la "Gran Croce di Isabella la Cattolica".
Dopo il 1881, fu trasferito più volte in rapida successione, venendo promosso a incarichi di sempre maggior responsabilità, specialmente in Andalusia. Da Castrojeriz si recò a Cabra (Cordova), dove fu giudice supremo (1881-1882), poi si trasferì a Cadice alla Corte penale (1882-1886), quindi a Utrera (Siviglia), dove rimase negli anni 1886-1892, prima come Pubblico Ministero e poi come presidente della Corte. Da lì ricoprì posizioni di importanti a Granada (1892-1893), Albacete (1893-1894) e Huelva (1894), prima di tornare a Cadice (1895). 
Nel dicembre 1895 fu destinato alle Canarie (Audiencia Territorial de Las Palmas) dove rimase fino a marzo 1897 quando fu trasferito nel nord della Spagna come Presidente della Camera della Corte territoriale di Oviedo. Questo fu appena nove mesi prima di essere trasferito di nuovo, su sua richiesta, a sud della Spagna nel dicembre 1897 per assumere a Granada una posizione analoga a quella rivestita a Oviedo. Nella città andalusa rimase fino a che una promozione non lo portò a Madrid nel mese di agosto 1902.
Durante il resto della sua carriera fu a Madrid, dapprima come Presidente della sezione giurisdizionale della Corte di Madrid (1902-1906) e poi come Presidente della Camera della Corte di Madrid(1906-1910). Nel novembre 1910 fu nominato Presidente della Corte territoriale di Madrid. Infine, nel febbraio 1911 fu nominato giudice della Corte Suprema.
Nel suo necrologio, Antonio Soto e Hernandez raccontano che Primitivo Gonzáles del Alba era confidenzialmente e affettuosamente chiamato "Don Primitivo".

## Meriti scientifici
Nel corso della sua carriera ha scritto su una vasta gamma di questioni legali. In particolare, ha sottolineato l'importanza dei fattori sociali che determinano il crimine, pur rimanendo convinto, tuttavia, che il libero arbitrio gioca pur sempre un ruolo cruciale. Nel formulare questo punto di vista, convinto com'era che la criminologia sarebbe sempre stata una scienza in evoluzione e mai statica, sfidò due correnti principali di criminologia: la Scuola positivista e quella classica. Ha contribuito almeno con una cinquantina di articoli (oltre a più di cinquanta recensioni di libri) per la rivista "Giornale di Giurisprudenza Generale", iniziato nel 1871 quando aveva appena 22 anni. Il soggetto del suo primo articolo verteva sulla necessità di fornire assistenza legale agli imputati poveri, Il patrocinio per le controversie, e l'ultimo "Sociologia criminale: vagabondaggio e accattonaggio nessun crimine può essere materiale", pubblicato quarant'anni dopo, nel 1911, in cui sosteneva che il vagabondaggio e l'accattonaggio erano un problema sociale che non poteva essere trattato come un crimine. Altri articoli si occupano di questioni quali la determinazione dell'età in cui un bambino può essere considerato responsabile di un crimine, il matrimonio civile e i figli illegittimi, i bilanci intermedi, il sonnambulismo e l'età imputabile per la responsabilità penale, infortuni sul lavoro e i diritti dei lavoratori, lo sfratto degli inquilini, l'influenza della passione nei crimini, frodi, follia e stupidità e la delinquenza giovanile.

## Opere
- El juicio oral y público: observaciones sobre su planteamiento, Imprenta de la Revista de Legislación, Madrid 1876
- Guía del proprietario: disposiciones legales y vigentes sobre el arrendamiento y el desahucio, Hijos de Rodríguez, Valladolid 1878
- Influencia de la Prensa en la Civilización de los Pueblos, La Casa de Cervantes en Valladolid, Hijos de Rodríguez, Valladolid 1880
- El Proceso de Belbimbre: observaciones sobre la causa instruida con motivo de los robos y homicidios ejecutados en Belbimbre y otros pueblos de las provincias de Burgos y Palencia, Serie 'Procesos célebres de actualidad', Hijos de Rodríguez, Valladolid 1881
- Ley electoral por sufragio universal sancionada en 26 de junio de 1890, Ildefonso Prieto y Luque, Cádiz 1890
- Tratado de la Prueba en Material Criminal, traducción española con amplios apéndices de Primitivo González del Alba del trabajo del Profesor C. J. A. von Mittermaier primeramente publicado en Alemán en 1834 (como Die Lehre vom Beweise im deutschen Strafprozesse... in Vergleichung mit den Ansichten des englischen und französischen Strafverfahrens), 1893 y varias ediciones subsecuentes
- Luchas Fratricidas, en Impresiones y Recuerdos: artículos publicados en el Diario de Cádiz, Imprenta de la Revista Médica, Cádiz 1895
- La Imputabilidad: conferencia de D. Primitivo González del Alba, celebrada en el Ateneo de Cádiz el día 10 de diciembre de 1895, Talleres Tipográficos de Manuel Alvarez, José R. de Santa Cruz, Cádiz 1896
- La imputabilidad ante las escuelas antropológicas: estudio de derecho penal, Imprenta de la Revista de Legislación, Madrid 1896
- Los Golfos, artículo en El Diario de Tenerife, 28 de abril de 1897
- Prefacio de Solemnidad taquigráfica: verificada el domingo 28 de mayo de 1899 en la Abadía del Sacro-monte, para la concesión de títulos de peritos en taquigrafía a los Sres. alumnos del Sacro-monte de Granada, Viuda è Hijos de Paulino V. Sabatel, Granada 1900
- Prefacio de La Función Judicial, Carlos López de Haro, Editorial de Góngora, Madrid 1904
- Introducción a Sociología Criminal, Enrico Ferri, traducido por Antonio Soto y Hernández, Editorial de Góngora, Madrid 1907 (reimpreso por Analecta Editorial, Pamplona 2005)
- Introducción a Justicia Municipal: Ley 5 de Agosto 1907 reorganizando la administración de justicia en los juzgados y tribunales municipales, Santiago Senarega, Hijos de Tomás Minuesa, Madrid 1907
- Prefacio de Nueva compilación de la doctrina sobre competencias entre la Administración y los Tribunales de Justicio y Recursos de Queja, Pío de Frutos de Córdoba, Diputación Provincial, Segovia 1907
- La Condena Condicional: Ley de 17 de Marzo de 1908, Hijos de Reus, Madrid 1908
- Prefacio de Glosas a la Ley de Justicia Municipal, Luis Zapatero González, Imprenta de Agapito Zapatero, Valladolid 1909
- Estudios Jurídicos, Editorial de Góngora, Madrid 1913
- Prefacio de Sueños de Amor, Aurelio Canudo, La Editora, Madrid 1914